# Yusuke Inuzuka
Yusuke Inuzuka (犬塚 友輔 Inuzuka Yusuke?, nacido el 13 de diciembre de 1983 en Shizuoka) es un futbolista japonés que se desempeñaba como defensa.

## Trayectoria

### Clubes
| Club              | País   | Año         |
| ----------------- | ------ | ----------- |
| Júbilo Iwata      | Japón  | 2006 - 2010 |
| Ventforet Kofu    | Japón  | 2011        |
| Sagan Tosu        | Japón  | 2012        |
| ASD Licata 1931   | Italia | 2013        |
| Azul Claro Numazu | Japón  | 2014        |
| Kochi United SC   | Japón  | 2015 - 2016 |

## Estadística de carrera

### J. League
| Club           | Año   | J. League | J. League | Copa J. League | Copa J. League | Total | Total |
| Club           | Año   | Part.     | Goles     | Part.          | Goles          | Part. | Goles |
| -------------- | ----- | --------- | --------- | -------------- | -------------- | ----- | ----- |
| Júbilo Iwata   | 2006  | 14        | 2         | 0              | 0              | 14    | 2     |
| Júbilo Iwata   | 2007  | 22        | 1         | 6              | 0              | 28    | 1     |
| Júbilo Iwata   | 2008  | 29        | 1         | 6              | 0              | 35    | 1     |
| Júbilo Iwata   | 2009  | 15        | 0         | 5              | 0              | 20    | 0     |
| Júbilo Iwata   | 2010  | 0         | 0         | 0              | 0              | 0     | 0     |
| Ventforet Kofu | 2011  | 5         | 1         | 1              | 0              | 6     | 1     |
| Sagan Tosu     | 2012  | 4         | 0         | 5              | 2              | 9     | 2     |
| Total          | Total | 89        | 5         | 23             | 2              | 7\|   |       |

## Palmarés

### Títulos nacionales
| Título         | Club         | País  | Año  |
| -------------- | ------------ | ----- | ---- |
| Copa J. League | Júbilo Iwata | Japón | 2010 |